# Czy naprawdę wierzysz?
Czy naprawdę wierzysz? (ang. Do You Believe?) – amerykański dramat z 2015 w reżyserii Jona Gunna.

## Opis fabuły
Historia dwunastu Amerykanów, których linie życia niespodziewanie stykają się ze sobą w jednym i tym samym wydarzeniu.

## Obsada[1]
- Mira Sorvino jako Samantha
- Sean Astin jako Dr Farell
- Alexa PenaVega jako Lacey
- Delroy Lindo jako Malachi
- Ted McGinley jako Matthew
- Andrea Logan White jako Andrea
- Cybill Shepherd jako Teri
- Lee Majors jako J.D.
- Madison Pettis jako Maggie
- Brian Bosworth jako Joe
- Liam Matthews jako Bobby
- Makenzie Moss jako Lily
- Senyo Amoaku jako kryminalista
- Valerie Domínguez jako Elena
- Tracy Melchior jako Grace
- Joseph Julian Soria jako Carlos
- Mavrick Von Haug jako Nefarius
- Shwayze jako Przystojniak
- Linda Hines jako babcia
- Phil Gigante jako przypadkowa ofiara
- Greg Rogers jako szef Russell
- Kevin Yon jako taksówkarz
- Delpaneaux Wills jako 40 Ounce
- Arthur Cartwright jako Little B
- Amy McFadden jako kobieta
- Carly Nykanen jako pielęgniarka
- Carollette Phillips jako pielęgniarka
- Paul Woroniak jako policjant